# Mayor van Castilië
Mayor van Castilië, ook gekend onder de namen Muniadona of Munia (circa 995 - 1066), was van 1011 tot 1035 koningin-gemalin van Navarra. Ze behoorde tot het huis Beni Mamaduna.

## Levensloop
Mayor was de oudste dochter van graaf Sancho I Garcés van Castilië en diens echtgenote Urraca Gómez. Eind juni 1011 huwde ze met koning Sancho III van Navarra.
In 1017 sneuvelde graaf Willem Isarn van Ribagorza tijdens een militaire expeditie in Val d'Aran. Omdat Willem Isarn een buitenechtelijk kind was, was het graafschap Ribagorza bij diens troonsbestijging verdeeld tussen hem en Mayor García van Castilië, een tante van Mayor. De dood van Willem zorgde ervoor dat Mayor García en haar echtgenoot Raymond III van Pallars Jussà het volledige graafschap Ribagorza konden erven, maar dit werd betwist door koning Sancho III van Navarra, die gebruikmaakte van de erfrechten van Mayor, die als dochter van graaf Sancho I Garcés van Castilië de rechtmatige erfgename was van haar grootmoeder Ava van Ribagorza, een dochter van graaf Raymond II van Ribagorza. In 1017 vielen de troepen van Sancho III het graafschap Ribagorza binnen en nam hij de controle over van Willems deel van het graafschap Ribagorza.
In 1029 maakte Sancho III opnieuw gebruik van de erfrechten van Mayor. Dat jaar werd namelijk graaf García II van Castilië, de broer van Mayor, vermoord. Omdat García geen mannelijke nakomelingen had, kon Mayor als oudste zus van García II het graafschap Castilië opeisen. Sancho III nam vervolgens de controle van Castilië over en in 1029 installeerde hij hun zoon Ferdinand I als graaf van Castilië.
Mayor overleefde haar echtgenoot en al haar kinderen. Na de dood van Sancho III in 1035 trok ze zich terug in het klooster San Martín de Tours in Fromistá. Het was in dit klooster dat ze op 13 juni 1066 haar testament schreef. Kort daarna overleed Mayor, waarna ze in hetzelfde klooster werd begraven.

## Huwelijk en nakomelingen
Mayor en Sancho III kregen vier kinderen:
- García III (1012-1054), koning van Navarra
- Ferdinand I (1015-1065), koning van Castilië en León
- Jimena, huwde met koning Bermudo III van León
- Gonzalo (1020-1043), graaf van Sobrarbe en Ribagorza